# Acrotrichis dispar
Acrotrichis dispar ist ein Käfer aus der Familie der Zwergkäfer (Ptiliidae).

## Merkmale
Die Käfer erreichen eine Körperlänge von 0,65 Millimetern und haben einen nahezu glanzlosen braunschwarzen Körper. Die Hinterwinkel des Halsschildes sind rechteckig und nach hinten nur wenig ausgezogen. Die Art ist Acrotrichis sericans sehr ähnlich. Der gerundete Halsschild ist jedoch deutlich breiter als die Deckflügel und gleichmäßig sehr eng punktförmig strukturiert. Die Deckflügel sind kaum länger als zusammen breit, an den Seiten gerundet und sind beim Männchen zur Spitze hin etwas erweitert.

## Vorkommen und Lebensweise
Die Art ist in Nord- und Mitteleuropa verbreitet. Im Norden tritt sie von den Britischen Inseln und Dänemark bis Süd- und Mittelskandinavien, Finnland bis Lappland und den Norden Russlands auf. Die südliche Verbreitungsgrenze verläuft durch Frankreich, Südtirol, Österreich, Ungarn und Rumänien. Sie ist in Mitteleuropa nur lokal vorkommend und sehr selten. Die Tiere leben an Mist und faulenden Pilzen.